# Perilitus
Perilitus är ett släkte av steklar som beskrevs av Christian Gottfried Daniel Nees von Esenbeck 1818. Perilitus ingår i familjen bracksteklar.

## Dottertaxa tillPerilitus, i alfabetisk ordning[1][2]
- Perilitus aemulus
- Perilitus aequorus
- Perilitus aethiopoides
- Perilitus aethiops
- Perilitus africanus
- Perilitus alpinus
- Perilitus altaicus
- Perilitus alticae
- Perilitus amaraphagus
- Perilitus americanus
- Perilitus angustus
- Perilitus apiophaga
- Perilitus areolaris
- Perilitus areolatus
- Perilitus articulatus
- Perilitus audax
- Perilitus barri
- Perilitus benacensis
- Perilitus berryi
- Perilitus bicolor
- Perilitus blapstini
- Perilitus brasiliensis
- Perilitus brevicollis
- Perilitus brevipetiolatus
- Perilitus brevispina
- Perilitus brunneus
- Perilitus carabivorus
- Perilitus catulus
- Perilitus caudatus
- Perilitus cerealium
- Perilitus chabarovi
- Perilitus colesi
- Perilitus consuetor
- Perilitus cornelii
- Perilitus coxator
- Perilitus crepidoderae
- Perilitus cretaceus
- Perilitus cretus
- Perilitus cucumeridis
- Perilitus dauricus
- Perilitus debilis
- Perilitus deceptor
- Perilitus desertorum
- Perilitus dichrous
- Perilitus dinghuensis
- Perilitus disonychae
- Perilitus distinguendus
- Perilitus dubius
- Perilitus eleodis
- Perilitus emmae
- Perilitus epitricis
- Perilitus erratus
- Perilitus erythrogaster
- Perilitus eugenii
- Perilitus falcatus
- Perilitus falciger
- Perilitus flavifacies
- Perilitus flaviventris
- Perilitus flavobasalis
- Perilitus foveolatus
- Perilitus fulviceps
- Perilitus fulvogaster
- Perilitus galbus
- Perilitus gastrocoelus
- Perilitus gastrophysae
- Perilitus glaucinus
- Perilitus glyptosceli
- Perilitus gracilipes
- Perilitus haeselbarthi
- Perilitus harpali
- Perilitus hylobivorus
- Perilitus hyperodae
- Perilitus indicus
- Perilitus invictus
- Perilitus kaszabi
- Perilitus kokujevi
- Perilitus labilis
- Perilitus lancearius
- Perilitus larvicida
- Perilitus latus
- Perilitus leptopsi
- Perilitus lipari
- Perilitus loani
- Perilitus longicornis
- Perilitus longiradialis
- Perilitus longitarsi
- Perilitus longivenus
- Perilitus longus
- Perilitus luteus
- Perilitus maae
- Perilitus maculicollis
- Perilitus madecassus
- Perilitus marci
- Perilitus maritimus
- Perilitus melanopus
- Perilitus mellinus
- Perilitus mesus
- Perilitus modestus
- Perilitus moldavicus
- Perilitus mongolicus
- Perilitus morabinarum
- Perilitus morimi
- Perilitus muesebecki
- Perilitus mylloceri
- Perilitus nanus
- Perilitus neptunus
- Perilitus nigriscutum
- Perilitus nigritus
- Perilitus nigriventris
- Perilitus nigrogaster
- Perilitus nitidulidis
- Perilitus omophli
- Perilitus oulemae
- Perilitus pachylobii
- Perilitus pallidistigmus
- Perilitus pappi
- Perilitus parcicornis
- Perilitus peregrinus
- Perilitus perscitus
- Perilitus persimilis
- Perilitus pertinax
- Perilitus pervicax
- Perilitus petiolaris
- Perilitus picipes
- Perilitus pilatus
- Perilitus psylliodis
- Perilitus punctulatae
- Perilitus pusillae
- Perilitus rasnitsyni
- Perilitus regius
- Perilitus retusus
- Perilitus riphaeus
- Perilitus ruficephalus
- Perilitus ruficollis
- Perilitus rutilus
- Perilitus seyrigi
- Perilitus simulans
- Perilitus sitonae
- Perilitus stelleri
- Perilitus striolatus
- Perilitus stuardoi
- Perilitus styriacus
- Perilitus sylvicola
- Perilitus taegeri
- Perilitus trigonalis
- Perilitus tuberculatus
- Perilitus tuvaensis
- Perilitus uncinatus
- Perilitus vinelandicus
- Perilitus vittatae
- Perilitus xynus
- Perilitus zealandicus
- Perilitus zimmermanni